# Estación Naré
Naré es una estación ferroviaria ubicada en la localidad homónima, Departamento San Justo, Provincia de Santa Fe, Argentina.

## Servicios
No presta servicios de pasajeros, sólo de cargas. Sus vías e instalaciones están a cargo de la empresa estatal Trenes Argentinos Cargas.
El Ramal C se encuentra activo para tránsito de formaciones de cargas entre Santa Fe y San Cristóbal. El Ramal C1 se halla sin operaciones desde 1962.